# 益城町立広安西小学校
益城町立広安西小学校（ましきちょうりつ ひろやすにししょうがっこう）は、熊本県上益城郡益城町にある小学校。

## 沿革
- 1995年（平成7年）4月 - 益城町立広安小学校から分離し創立